# Pauline Félicité de Mailly-Nesle
Pauline Félicité de Mailly-Nesle, (París e 1712 9 de setembre de 1741) per matrimoni comtesse de Vintimille (1739), va ser una favorita de Louis XV de França.

## Biografia
Era filla de Louis III de Mailly-Nesle (1689-1767) i de la seva esposa Armande Félice de La Porte Mazarin (1691-1729); ella mateixa era neta d'Hortense Mancini i reneboda del cardenal Jules Mazarin. Passà la infantesa i va rebre educació al convent de Port Royal.
Com tres de les seves germanes, Louise Julie, comtessa de Mailly, Diane-Adélaïde, duquessa de Lauraguais, i Marie-Anne, marquesa de la Tournelle i després duquessa de Châteauroux, va ser també favorita del rei Louis XV.
Poc bonica, però audaç i espiritual, ja havia anunciat en el convent que el rei l'estimava i que governaria França i Europa. La seva germana, la comtessa de Mailly, la va presentar al rei en la cort el setembre de 1738.
El rei la va fer casar el 1739 amb Jean-Baptiste Hubert Félix, comte de Vintimille (1720-1777), un nebot de l'arquebisbe de Paris. El matrimoni no va tenir fills legítims. En canvi ella donà un fill a Louis XV, Charles de Vintimille (1741-1814), marquès du Luc, dit « Demi-Louis » ("mig-Lluís") perquè s'assemblava molt al seu pare natural.
Però Pauline Felicité morí d'aquell part. Lluís XV va quedar molt commogut per les seva desaparició. En va fer un motlle de la seva cara. Va sol·licitar una altra de les seves germanes, la marquise de La Tournelle